# Kosciusko (Mississippi)
Pour les articles homonymes, voir Kosciusko.
La ville de Kosciusko est le siège du comté d'Attala, situé dans l'État du Mississippi, aux États-Unis. Sa population s'élevait à 7 114 habitants lors du recensement de 2020.

## Personnalités liées à la ville
- James Meredith (1933-) ;
- Oprah Winfrey (1954-).